# Bythograeidae
Bythograeidae Williams, 1980 é uma pequena família de caranguejos que ocorrem em torno das fontes hidrotermais de grande profundidade. A família inclui 14 espécies repartidas por seis géneros. A relação filogenética com os restantes agrupamentos de caranguejos é pouco compreendida. Alimentam-se de bactérias e outros organismos das fontes hidrotermais.

## Taxonomia
A família Bythograeidae inclui os seguintes géneros e espécies:
- Género Allograea Guinot, Hurtado & Vrijenhoek, 2002
  - Allograea tomentosa Guinot, Hurtado & Vrijenhoek, 2002
- Género Austinograea Hessler & Martin, 1989
  - Austinograea alayseae Guinot, 1990
  - Austinograea rodriguezensis Tsuchida & Hashimoto, 2002
  - Austinograea williamsi Hessler & Martin, 1989
- Género Bythograea Williams, 1980
  - Bythograea galapagensis Guinot & Hurtado, 2003
  - Bythograea intermedia Saint Laurent, 1988
  - Bythograea laubieri Guinot & Segonzac, 1997
  - Bythograea microps Saint Laurent, 1984
  - Bythograea thermydron Williams, 1980
  - Bythograea vrijenhoeki Guinot & Hurtado, 2003
- Género Cyanagraea Saint Laurent, 1984
  - Cyanagraea praedator Saint Laurent, 1984
- Género Gandalfus McLay, 2007
  - Gandalfus puia McLay, 2007
  - Gandalfus yunohana (Takeda, Hashimoto & Ohta, 2000)
- Género Segonzacia Guinot, 1989
  - Segonzacia mesatlantica (Williams, 1988)